# Xanthomelanopsis articulata
Xanthomelanopsis articulata là một loài ruồi trong họ Tachinidae.